# Mason & Hamlin

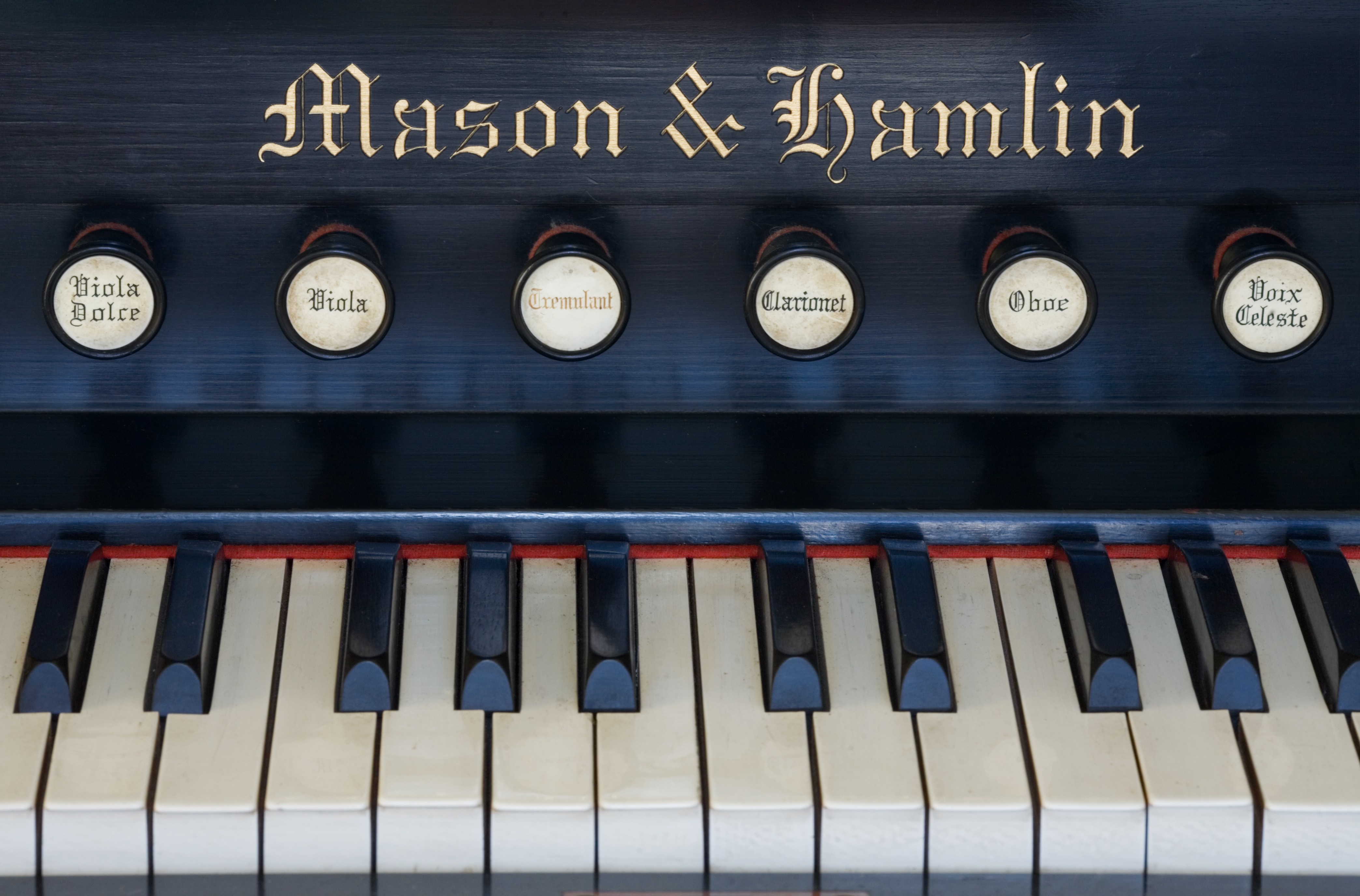
Teclado de órgano fabricado por Mason & Hamlin

Mason & Hamlin es una compañía estadounidense fabricante de pianos con sede en Haverhill, Massachusetts. Fundada en 1854, también fabricaron una gran cantidad de armonios durante el siglo XIX.
En 1996, Mason & Hamlin fue adquirida por Burgett, Inc., que también es propietaria de PianoDisc, un fabricante de pianolas del mismo nombre. Los pianos Mason & Hamlin todavía se fabrican en Haverhill, Massachusetts, y se distribuyen en los EE. UU., Canadá, Europa y Asia. Mason & Hamlin es miembro de NAMM, la Asociación Internacional de Productos Musicales y la Asociación Internacional de Fabricantes de Piano.